# Medinilla driessenioides
Medinilla driessenioides är en tvåhjärtbladig växtart som beskrevs av Reinier Cornelis Bakhuizen van den Brink. Medinilla driessenioides ingår i släktet Medinilla och familjen Melastomataceae. Inga underarter finns listade i Catalogue of Life.